# Lester Holt
Lester Don Holt Jr. (Condado de Marin, 8 de março de 1959) é um jornalista estadunidense e apresentador do NBC Nightly News, da rede NBC.